# Prieduzłowaja
Prieduzłowaja (ros. Предузловая) – węzłowa stacja kolejowa w pobliżu miejscowości Aktogaj, w rejonie Ajagöz, w obwodzie abajskim, w Kazachstanie. Węzeł linii Mojynty – Aktogaj z Koleją Turkiestańsko-Syberyjską (Turksibem) i z linią do Urumczi. Położona jest na trasie Nowego Jedwabnego Szlaku.